# Sibanteng
Sibanteng is een bestuurslaag in het regentschap Bogor van de provincie West-Java, Indonesië. Sibanteng telt 9515 inwoners (volkstelling 2010).